# Erateina bosora
Erateina bosora är en fjärilsart som beskrevs av Druce 1892. Erateina bosora ingår i släktet Erateina och familjen mätare. Inga underarter finns listade i Catalogue of Life.